# Ritornello
Een ritornello (Italiaans; in het Frans: ritournelle of Duits: Ritornell) is in de muziek een terugkerend instrumentaal refrein of terugkerende instrumentale themagroep. 
Een verschil tussen een ritornello en een rondo (met name in barokmuziek) is dat bij een ritornello het thema in een steeds andere toonsoort terugkeert, waar dat bij een rondo niet het geval is.

## Toepassingen
De oorsprong ligt in de Italiaanse muziek, in het bijzonder in Venetië. De uitvinding en ontwikkeling van het ritornello in de 16e en 17e eeuw wordt toegeschreven aan Giovanni Gabrieli.  Met name in de barokmuziek van de 17e en 18e eeuw komt een ritornello dikwijls voor als omlijsting van grotere vocale werken. Ook wordt het ritornello als voor-, tussen- of naspel gebruikt. In puur instrumentale werken wordt het ritornello doorgaans tutti (door het gehele ensemble) gespeeld. 
Het ritornello in kamermuziek, vocale werken en met name soloconcerten en concerti grossi met een kenmerkend ‘tutti-solo-tutti-solo-tutti’-patroon wordt vooral geassocieerd met Antonio Vivaldi die, uitgaande van voorbeelden van Giuseppe Torelli, deze vorm verder ontwikkelde en tot grote hoogte bracht. 
Vivaldi's vorm werd nagevolgd door Italiaanse componisten als Pietro Locatelli en Giuseppe Tartini en verder geperfectioneerd door Johann Sebastian Bach, Georg Philipp Telemann, Johann Georg Pisendel  en Georg Friedrich Händel. 

### Italiaanse volksliederen
In de geschiedenis van de Italiaanse volksmuziek zijn diverse volksliederen ontstaan die als 'Ritornello' worden aangeduid. Het betreft dan specifiek een volkslied bestaande uit drieregelige strofen.

### Ballade, frottola, madrigaal, motet
In de renaissancemuziek heeft het ritornello in de balladen, de frottola en in het madrigaal de functie van instrumentaal refrein of afsluiting. Een componist die ritornello's veelvuldig toepaste was de Italiaan Giovanni Gabrieli in diens 16e-eeuwse motetten.

### 17e- en 18e-eeuwse liederen
In liederen uit de 17e en 18e eeuw vormt dikwijls een ritornello het instrumentale tussenspel tussen de afzonderlijke strofen.

### Opera en cantate
In vele aria's in cantates van Bach en ook in de opera seria vormt het ritornello een structureel belangrijk element in da capo-aria's.

### 17e- en 18e-eeuwse instrumentale muziek
In de instrumentale muziek uit de 17e en 18e eeuw vormt dikwijls een ritornello een door de instrumenten herhaald voor-, tussen- of naspel. De viool- en klavecimbelconcerten en de Brandenburgse Concerten van Bach bevatten fraaie voorbeelden van ritornellogebruik.

### 20e eeuw
Het ritornelle verdween in de loop van de 18e eeuw min of meer met de opkomst van de classicistische sonatevorm, maar werd in de 20e eeuw door diverse componisten 'herontdekt' als compositievorm.